# Rimšė
Rimšė (ryska: Римше) är en ort i Litauen. Den ligger i den östra delen av landet, 120 km nordost om huvudstaden Vilnius. Rimšė ligger 147 meter över havet och antalet invånare är 274.
Terrängen runt Rimšė är platt. Runt Rimšė är det ganska tätbefolkat, med 65 invånare per kvadratkilometer. Närmaste större samhälle är Visaginas, 7,5 km norr om Rimšė. Omgivningarna runt Rimšė är en mosaik av jordbruksmark och naturlig växtlighet.